# Karl-Heinz Matthes
Karl-Heinz Matthes ist ein ehemaliger deutscher Radrennfahrer.

## Sportliche Laufbahn
Matthes war im Bahnradsport und im Straßenradsport aktiv. Seine Spezialdisziplin war das Steherrennen. Er hatte seinen bedeutendsten sportlichen Erfolg mit dem Gewinn der Silbermedaille im Steherrennen der Amateure bei den Bahnradsport-Weltmeisterschaften 1963. Den Titel holte Romain De Loof aus Belgien. 1963 und 1964 siegte er in der nationalen Meisterschaft im Steherrennen der Amateure.
1964 und 1965 fuhr er als Berufsfahrer ohne Vertragsbindung. Er blieb als Profi aber ohne Erfolge.